# Sara Bolognesi
Pour les articles homonymes, voir Bolognesi.
Sara Bolognesi, née le 31 mars 1981, est une physicienne des particules spécialiste de la  physique du modèle standard et des neutrinos d'origine italienne. Elle dirige ses recherches à l'Institut de recherche sur les lois fondamentales de l'Univers. En 2024, elle reçoit la médaille d'argent du CNRS.

## Biographie
Sara Bolognesi soutient sa thèse de doctorat en 2008 à l'Université de Turin. Elle rejoint le CERN à l'occasion de son stage post-doctoral puis l'université Fermilab aux États-Unis. Elle travaille sur l'expérience CMS au grand collisionneur de hadrons du CERN où elle contribue à la mise en place du détecteur et à la découverte du Boson de Higgs. En 2012, elle se tourne vers l'oscillation des neutrinos avec l'expérience T2K (Tokai to Kamioka) au Japon.
Sara Bolognesi est également responsable du groupe de physique sur les oscillations de neutrinos au sein de la collaboration internationale Hyper-Kamiokande et responsable scientifique pour l'IRFU du projet du même nom. Elle est responsable au CEA du projet JENNIFER2 du programme Horizon2020 de l'Union européenne pour lequel elle a obtenu une bourse des Actions Marie Skłodowska-Curie. En 2024, elle reçoit la médaille d'argent du CNRS.

## Distinctions et récompenses
- 2024 : Médaille d'argent du CNRS[3]
- 2021 : Prix Emmy Noether la Société européenne de physique[4]
- 2018 : Prix Thibaud de l'Académie des sciences, belles-lettres et arts de Lyon [5]